# Ogcodes jacutensis
Ogcodes jacutensis este o specie de muște din genul Ogcodes, familia Acroceridae. A fost descrisă pentru prima dată de Pleske în anul 1930. Conform Catalogue of Life specia Ogcodes jacutensis nu are subspecii cunoscute.